# The Musings of Miles
The Musings of Miles è un album di Miles Davis pubblicato dalla Prestige Records nel 1955.

## Il disco
The Musings of Miles fu il primo disco del trombettista realizzato nel formato 12 pollici dopo che la Prestige aveva già pubblicato alcuni suoi LP nel più piccolo formato a 10 pollici negli anni precedenti.
Le registrazioni, effettuate il 7 giugno del 1955 presso lo studio di Rudy van Gelder, furono realizzate con una formazione che era un primo embrione di quello che di lì a pochi mesi sarebbe diventato il celebre quintetto (completato poi da John Coltrane e da Paul Chambers nell'autunno di quell'anno). Il trombettista ingaggiò due nuovi elementi per quella che doveva essere la sua prima formazione stabile da diversi anni, Red Garland al pianoforte e l'amico Philly Joe Jones alla batteria. Completava il quartetto in studio il veterano Oscar Pettiford. Per la prima volta nei suoi anni alla Prestige Davis incideva da leader senza l'accompagnamento di musicisti di prima grandezza che lo affiancavano come side men (i vari Art Blakey o Kenny Clarke alla batteria, Percy Heath al contrabbasso, Horace Silver o Thelonious Monk al pianoforte, oppure Milt Jackson al vibrafono, Sonny Rollins al sassofono e altri che si erano alternati nei dischi precedenti), ma con un gruppo sostanzialmente suo con il quale si esibiva anche dal vivo nei locali.
A differenza di quanto avvenuto in precedenza e poi con i successivi fortunati quintetti, in queste registrazioni Davis era l'unico fiato solista, il che lasciò molto spazio al pianista Red Garland. Davis lo incoraggiò ad usare uno stile simile a quello di Ahmad Jamal, un pianista molto amato dal trombettista e dal cui repertorio attinse due dei brani incisi durante queste registrazioni, Will You Still Be Mine?, un ritmato pezzo hard bop, e lo standard A Gal in Calico.
I See Your Face Before Me è una ballata lenta interpretata nel tipico stile soffuso che contraddistinguerà la produzione successiva con il quintetto, introdotta dai block cords di Garland. I Didn't è invece una composizione del trombettista ritenuta una sorta di risposta alla più celebre Well, You Needn't di Thelonious Monk, pezzo che peraltro Davis aveva inciso pochi mesi prima per la Blue Note Records e della quale riprende in parte la progressione armonica. Monk rimproverava a Davis di non saper suonare bene il pezzo e il trombettista decise quindi di inciderla a suo modo, cambiandone il titolo ma omettendone anche il difficile tema iniziale. Well, You Needn't divenne comunque uno dei pezzi standard del repertorio di Davis che la incise nuovamente nell'ottobre del 1956 con il quintetto che comprendeva John Coltrane. Fu la prima volta in cui si poté sentire Philly Joe Jones esibirsi con i suoi colpi di bacchetta su bordo del rullante divenuti poi noti come Philly licks, uno dei tratti caratteristici della collaborazione tra il batterista e Davis anche negli anni seguenti.
Oltre al classico del bebop Night in Tunisia di Gillespie, il 7 giugno fu incisa anche Greene Haze, un blues che richiama nel titolo la Blue Haze composta e incisa dal trobettista nel marzo dello stesso anno.
The Musings of Miles rimase nel catalogo della Prestige insieme a tutti gli album a 12 pollici distribuiti negli anni successivi e che contenevano però prevalentemente materiale già edito in formato 10 pollici. Nel 1962 fu ripubblicato con il titolo The Beginning e quindi nel 1989 su CD rimasterizzato digitalmente dalla Fantasy Records, che aveva rilevato il catalogo Prestige, nella linea Original Jazz Classics. Nel 2008 ne fu realizzata una nuova versione rimasterizzata da Rudy Van Gelder per la Concord Records dal 2005 proprietaria del catalogo Prestige.

## Tracce
Lato A
1. Will You Still Be Mine? - (Matt Dennis, Tom Adair) - 6:20
2. I See Your Face Before Me - (Arthur Schwartz, Howard Dietz) - 4:44
3. I Didn't - (Miles Davis) - 6:02

Lato B
1. A Gal in Calico - (Arthur Schwartz, Leo Robin) - 5:15
2. A Night in Tunisia - (Dizzy Gillespie, Frank Paparelli) - 7:20
3. Green Haze - (Miles Davis) - 5:48

## Formazione
- Miles Davis - tromba
- Red Garland - pianoforte
- Oscar Pettiford - contrabbasso
- Philly Joe Jones - batteria

## Edizioni
- 1955 – LP, Prestige Records PRLP 7007
- 1962 – Miles Davis, The Beginning, LP, Prestige Records PRLP 7221, riedizione con titolo e copertina diversi
- 1976 – Green Haze, LP (doppio), Prestige Records PR 24064, doppio album che contiene The Musing of Miles e il successivo Miles: The New Miles Davis Quintet
- 1989 – LP, Original Jazz Classics Fantasy Records OJC 004, edizione rimasterizzata
- 1989 – CD, Original Jazz Classics Fantasy Records OJCCD 004-2, edizione rimasterizzata
- 2008 – CD, Prestige Records Concord Music Group 0888072306516, edizione rimasterizzata digitalmente
- 2009 – All Miles - The Prestige Albums, CD (x14), Universal Classics & Jazz 0600753217566, Italia, cofanetto che contiene la versione rimasterizzata del 1989
- 2010 – All Miles - The Prestige Albums, CD (x14), Universal Classics & Jazz 0600753315729, Italia, cofanetto che contiene la versione rimasterizzata del 1989

### Singoli
- 1957 – Miles Davis, Green Haze, Pt. 1 & 2, 45gg, Prestige Records 45-103
- 1958 – Miles Davis, A Night in Tunisia, Pt. 1 & 2, 45gg, Prestige Records 45-114